# طاقة القدر (مسلسل)
طاقة القدر هو مسلسل مصري تم عرضه في شهر رمضان لعام 2017 ميلادي. من إخراج محمد مصطفى وبطولة حمادة هلال.
تدور أحداث المسلسل حول رحلة صعود شاب للقمة والنجاح بطريق الحلال بدون استخدام أساليب ملتوية أو طرق غير مشروعة وحرام، وبجانب هذه القصة يوجد خط درامي رومانسي، حيث تجمع علاقة عاطفية ما بين حمادة هلال وفتاة يحبها.